# Mieczysław Klimowicz (działacz socjalistyczny)
Mieczysław Klimowicz ps. „Mały Mietek” (ur. 1920 w Warszawie, zm. w sierpniu 1944) – polski działacz socjalistyczny.

## Życiorys
Uczęszczał do Gimnazjum im. Tadeusza Reytana w Warszawie, w którym wstąpił do nielegalnej organizacji Związek Niezależnej Młodzieży Socjalistycznej „Spartakus”. W 1937 wchodził w skład jego trzyosobowego Komitetu Wykonawczego wraz z Ładysławem Buczyńskim i Krzysztofem Kamilem Baczyńskim; stał się jednym z najwybitniejszych działaczy „Spartakusa”. Od 1938 członek i działacz Sekcji Akademickiej Polskiej Partii Socjalistycznej. W okresie okupacji niemieckiej należał do podziemnej grupy „Gwardia”, a następnie, od 1941, do organizacji Polskich Socjalistów (PS), w której był wydawcą i kolporterem druków konspiracyjnych. W lecie 1942 aresztowany przez Gestapo i zamordowany w sierpniu 1944.